# کامینا (استان اشوی‌داشکسیه)
کامینا (به لهستانی: Kamienna) یک منطقهٔ مسکونی در لهستان است که در گمینا اوپاتوویتس واقع شده‌است.